# Quán Vô lượng thọ kinh
Quán Vô Lượng Thọ kinh (zh. 觀無量壽經, sa. Amitāyurdhyāna Sūtra), còn gọi là Thập Lục Quán Kinh,  là một trong ba bộ kinh quan trọng nhất của Tịnh độ tông (cùng với  Vô lượng thọ kinh và A-di-đà kinh). Kinh miêu tả thế giới phương Tây của Phật A-di-đà và dạy cách hành trì: sống thanh tịnh, giữ giới luật và niệm danh hiệu Phật A-di-đà, hành giả thoát khỏi các nghiệp bất thiện và được tái sinh nơi Tịnh độ của A-di-đà.
Kinh này chỉ rõ quá trình phát sinh giáo pháp của Tịnh độ tông và thật ra đã được đức Phật lịch sử Thích-ca trình bày. Tương truyền rằng, hoàng hậu Vi-đề-hi, mẹ của vua A-xà-thế, bị con mình bắt hạ ngục cùng với chồng là vua Tần-bà-sa-la (sa., pi. bimbisāra). Bà nhất tâm cầu nguyện Phật và khi Phật hiện đến, bà xin tái sinh nơi một cõi yên lành hạnh phúc. Phật dùng thần lực cho bà thấy mọi thế giới tịnh độ, cuối cùng bà chọn cõi Cực lạc của A-di-đà. Phật dạy cho bà phép thiền định để được tái sinh nơi cõi đó. Phép thiền định này gồm 16 phép quán tưởng, và tuỳ theo nghiệp lực của chúng sinh, các phép này có thể giúp tái sinh vào một trong chín cấp bậc của Tịnh độ.
Mười sáu phép quán tưởng đó là: quán mặt trời lặn; quán nước; quán đáy sông; quán cây cối; quán nước cam lộ; quán thế giới thực vật; quán nước và đáy nước; quán toà sen; quán ba báo thân của ba vị thánh A-di-đà, Quán Thế Âm, Đại Thế Chí; quán ba ứng thân của Phật A-di-đà; của Quán Thế Âm; của Đại Thế Chí; quán A-di-đà trong Tịnh độ; quán ba vị thánh trong Tịnh độ; quán cấp thượng căn trong Tịnh độ; quán cấp trung căn và hạ căn trong Tịnh độ. Các phép quán này giúp hành giả có thể thấy được A-di-đà và hai vị Bồ Tát Quán Thế Âm và Đại Thế Chí ngay trong đời này và đó là dấu hiệu chắc chắn hành giả sẽ được tái sinh về Tịnh độ.